# Abdalá I de Jordania
Abdalá I de Jordania (La Meca; 2 de febrero de 1882-Jerusalén; 20 de julio de 1951), también llamado Abd Allah ibn Husayn, fue el primer rey de Jordania desde 1946 hasta su muerte, en 1951. Antes de convertirse en rey, fue emir de Transjordania desde 1923 hasta 1946, y a partir de entonces, rey de Transjordania hasta 1949. Era el padre del rey Talal I, y descendiente directo del político y religioso Mahoma, fundador del Islam.

## Primeros años de vida
Era hijo de Husayn ibn Ali, jerife de La Meca y cabeza de la dinastía de los hashimíes o hachemíes, a quienes los británicos habían hecho la promesa de reconocer la independencia de los territorios árabes de Asia en un único Estado a cambio de su ayuda en la lucha contra el Imperio otomano.

## Adultez
Antes de la Primera Guerra Mundial Abd Allah había sido vicepresidente del parlamento de Estambul. Su hermano Faysal, diputado en la misma cámara, dirigió la Rebelión Árabe que, con el objetivo de crear el Estado árabe, combatió a los turcos desde el Hiyaz hasta tomar Damasco en 1918. El jerife Husayn se había proclamado rey del Hiyaz independiente dos años antes. Una vez acabada la Primera Guerra Mundial, sin embargo, los aliados se desdijeron de sus promesas y deshicieron militarmente el embrión de Estado que se había creado desde Damasco. A cambio, Faysal y Abd Allah fueron colocados a la cabeza de sendos países creados artificialmente por el gobierno británico y sometidos a su tutela: Irak y Transjordania.

## Conversión en rey
Abd Allah recibió Transjordania como feudo en 1921. Se trataba en realidad de un corredor a través del desierto que comunicaba las dos zonas de influencia británicas importantes: Irak y Palestina. El 25 de mayo de 1923 Transjordania obtuvo la independencia con la denominación de emirato (principado). Durante los 23 años que duró el emirato, los primeros ministros de Abd Allah formaron dieciocho gobiernos.
El rey Abd Allah fue un personaje poco popular entre los árabes de Oriente Medio debido a su política clientelar respecto de Estados Unidos y Gran Bretaña, su cercanía a Israel y la represión que desató contra sus detractores. Por otro lado, Abd Allah no abandonó nunca la ambición hachemí de ser rey no de la artificial Transjordania sino de un reino árabe unificado, lo que le granjeó la enemistad de las capas dirigentes de otros Estados concernidos, y en especial la de los saudíes. Estos, en los años 30, expulsaron a los hachemíes del Hiyaz y crearon un Estado nuevo que llevaría el nombre de la familia: Arabia Saudí. Seguidores de una peculiar visión del Islam, la doctrina llamada wahhabismo, se opusieron a los hachemíes también por ser estos los más firmes candidatos al califato en caso de restaurarse la institución.

## Asesinato y legado
El 20 de julio de 1951 Abd Allah murió en un atentado en la mezquita de Al-Aqsa de Jerusalén. Cuatro días antes había sido asesinado en Amán el primer ministro libanés Riad Bey al-Solh, y Abd Allah se encontraba en la ciudad para participar en una ceremonia fúnebre en su honor. Esperaba a que diera comienzo la oración del viernes en compañía de su nieto Husayn ibn Talal (futuro rey de Jordania) cuando un activista palestino, Mustafa Shukri, abrió fuego contra él alcanzándole en la cabeza. Husayn pudo haber muerto también, pues habría recibido un impacto en el corazón de no ser porque una única medalla que llevaba prendida en el pecho desvió la bala. Tanto Abd Allah como el prócer libanés murieron bajo la acusación de estar llevando a cabo negociaciones secretas con Israel con vistas a firmar una paz por separado (es decir, al margen de los acuerdos alcanzados en la Liga Árabe). La investigación jordana señaló a dos dirigentes palestinos como cerebros del complot: el doctor Abd Allah Husayni y el coronel Abd Allah Tell, antiguo gobernador militar de Jerusalén.
A Abd Allah, que tuvo dos hijos y cuatro hijas, le sucedió su hijo Talal; sin embargo, duró poco en el trono a causa de su esquizofrenia, siendo sustituido a su vez por su hijo Husayn.
Mientras vivía, el poeta Husni Abdelmalek le dedicó las siguientes palabras por sus negociaciones con británicos e israelíes en desmedro de Palestina:

Olvida a esos reyes que ennegrecieron

la faz de la historia con sus intrigas.

¡Oh historia, escribe una línea inmortal

que perviva en la frente de la eternidad!

El hijo de la hija del árabe escogido

traicionó a los árabes sin remordimientos.

¿Cómo puede tener paz si su alma escapó

de un valeroso que lucha hasta el fin?

¿Cómo enfrentará a su abuelo en el Más Allá

cuando se presente ante Dios Altísimo?

¿Cómo mirará el rostro de su nieto

cuando se ha desviado del Libro Revelado?

¡Oh historia, escribe otra línea

sobre un rey retorcido y aislado!

## Títulos y tratamientos
| ● 1882-1921: | Su alteza real el príncipe Abdullah de La Meca y Hejaz |
| ● 1921-1946: | Su alteza real el emir de Transjordania                |
| ● 1946-1951: | Su majestad el rey del Reino Hachemita de Jordania     |

## Distinciones honoríficas
- Soberano Gran maestre de la Suprema Orden del Renacimiento (Reino Hachemita de Jordania, 25/05/1946).
- Soberano Gran maestre de la Orden de la Independencia (Reino Hachemita de Jordania, 25/05/1946).
- Soberano Gran maestre (y fundador) de la Orden de Hussein ibn Ali (Reino Hachemita de Jordania, 22/06/1949).
- Caballero gran collar de la Orden de Pahlaví (Imperio de Irán, 1949).
- Caballero de primera clase de la Orden de los Dos Ríos (Reino Hachemita de Irak, 1922).
- Caballero gran collar de la Orden de los Hachemitas (Reino Hachemita de Irak, 1932).
- Caballero gran collar de la Orden de Mehmet Alí (Reino de Egipto, 1948).
- Caballero gran cruz de honor de la Orden del Imperio Británico (Reino Unido, 11/03/1920).
- Caballero comendador de honor de la Orden de San Miguel y San Jorge (Reino Unido, 03/06/1927).
- Caballero gran cruz de honor de la Orden de San Miguel y San Jorge (Reino Unido, 03/06/1935).
- Medalla Conmemorativa del Jubileo de Plata de Jorge V (Reino Unido, 06/05/1935).
- Medalla Conmemorativa de la Coronación de Jorge VI (Reino Unido, 12/05/1937).
- Caballero gran cruz de la Orden del Mérito Militar (con distintivo blanco) (Estado español, 06/09/1949).[7]
- Miembro de I Clase de la Orden de Ummayad (República Árabe Siria, 1950).

## Ancestros
|  |                                                                                  |  |  |  |  |  |  |  |  |  |  |  |  |  |  |  |
|  | 16. Jerife Abdul Muin bin Aun (= 24)                                             |  |  |  |  |  |  |  |  |  |  |  |  |  |  |  |
|  |                                                                                  |  |  |  |  |  |  |  |  |  |  |  |  |  |  |  |
|  |                                                                                  |  |  |  |  |  |  |  |  |  |  |  |  |  |  |  |
|  | 8. Emir Muhammad III bin Abdul Muin al-Aun, Gran Jerife y Emir de La Meca (= 12) |  |  |  |  |  |  |  |  |  |  |  |  |  |  |  |
|  |                                                                                  |  |  |  |  |  |  |  |  |  |  |  |  |  |  |  |
|  |                                                                                  |  |  |  |  |  |  |  |  |  |  |  |  |  |  |  |
|  | 4. Ali Bey, Jerife de La Meca                                                    |  |  |  |  |  |  |  |  |  |  |  |  |  |  |  |
|  |                                                                                  |  |  |  |  |  |  |  |  |  |  |  |  |  |  |  |
|  |                                                                                  |  |  |  |  |  |  |  |  |  |  |  |  |  |  |  |
|  | 2. Hussein bin Ali, Jerife de La Meca                                            |  |  |  |  |  |  |  |  |  |  |  |  |  |  |  |
|  |                                                                                  |  |  |  |  |  |  |  |  |  |  |  |  |  |  |  |
|  |                                                                                  |  |  |  |  |  |  |  |  |  |  |  |  |  |  |  |
|  | 10. Jeque Gharam al-Shahar                                                       |  |  |  |  |  |  |  |  |  |  |  |  |  |  |  |
|  |                                                                                  |  |  |  |  |  |  |  |  |  |  |  |  |  |  |  |
|  |                                                                                  |  |  |  |  |  |  |  |  |  |  |  |  |  |  |  |
|  | 5. Jequesa Salha bint Gharam al-Shahar                                           |  |  |  |  |  |  |  |  |  |  |  |  |  |  |  |
|  |                                                                                  |  |  |  |  |  |  |  |  |  |  |  |  |  |  |  |
|  |                                                                                  |  |  |  |  |  |  |  |  |  |  |  |  |  |  |  |
|  | 1. Rey Abdalá I de Jordania                                                      |  |  |  |  |  |  |  |  |  |  |  |  |  |  |  |
|  |                                                                                  |  |  |  |  |  |  |  |  |  |  |  |  |  |  |  |
|  |                                                                                  |  |  |  |  |  |  |  |  |  |  |  |  |  |  |  |
|  | 24. Jerife Abdul Muin bin Aun (= 16)                                             |  |  |  |  |  |  |  |  |  |  |  |  |  |  |  |
|  |                                                                                  |  |  |  |  |  |  |  |  |  |  |  |  |  |  |  |
|  |                                                                                  |  |  |  |  |  |  |  |  |  |  |  |  |  |  |  |
|  | 12. Emir Muhammad III bin Abdul Muin al-Aun, Gran Jerife y Emir de La Meca (= 8) |  |  |  |  |  |  |  |  |  |  |  |  |  |  |  |
|  |                                                                                  |  |  |  |  |  |  |  |  |  |  |  |  |  |  |  |
|  |                                                                                  |  |  |  |  |  |  |  |  |  |  |  |  |  |  |  |
|  | 6. Abdullah Kamil Pasha, Gran Jerife de La Meca                                  |  |  |  |  |  |  |  |  |  |  |  |  |  |  |  |
|  |                                                                                  |  |  |  |  |  |  |  |  |  |  |  |  |  |  |  |
|  |                                                                                  |  |  |  |  |  |  |  |  |  |  |  |  |  |  |  |
|  | 3. Abdiya bint Abdullah, Jerifa de La Meca                                       |  |  |  |  |  |  |  |  |  |  |  |  |  |  |  |
|  |                                                                                  |  |  |  |  |  |  |  |  |  |  |  |  |  |  |  |
|  |                                                                                  |  |  |  |  |  |  |  |  |  |  |  |  |  |  |  |
|  | 7. Bazmi Jahan Khanum                                                            |  |  |  |  |  |  |  |  |  |  |  |  |  |  |  |
|  |                                                                                  |  |  |  |  |  |  |  |  |  |  |  |  |  |  |  |
|  |                                                                                  |  |  |  |  |  |  |  |  |  |  |  |  |  |  |  |